# McGuire Center for Lepidoptera and Biodiversity

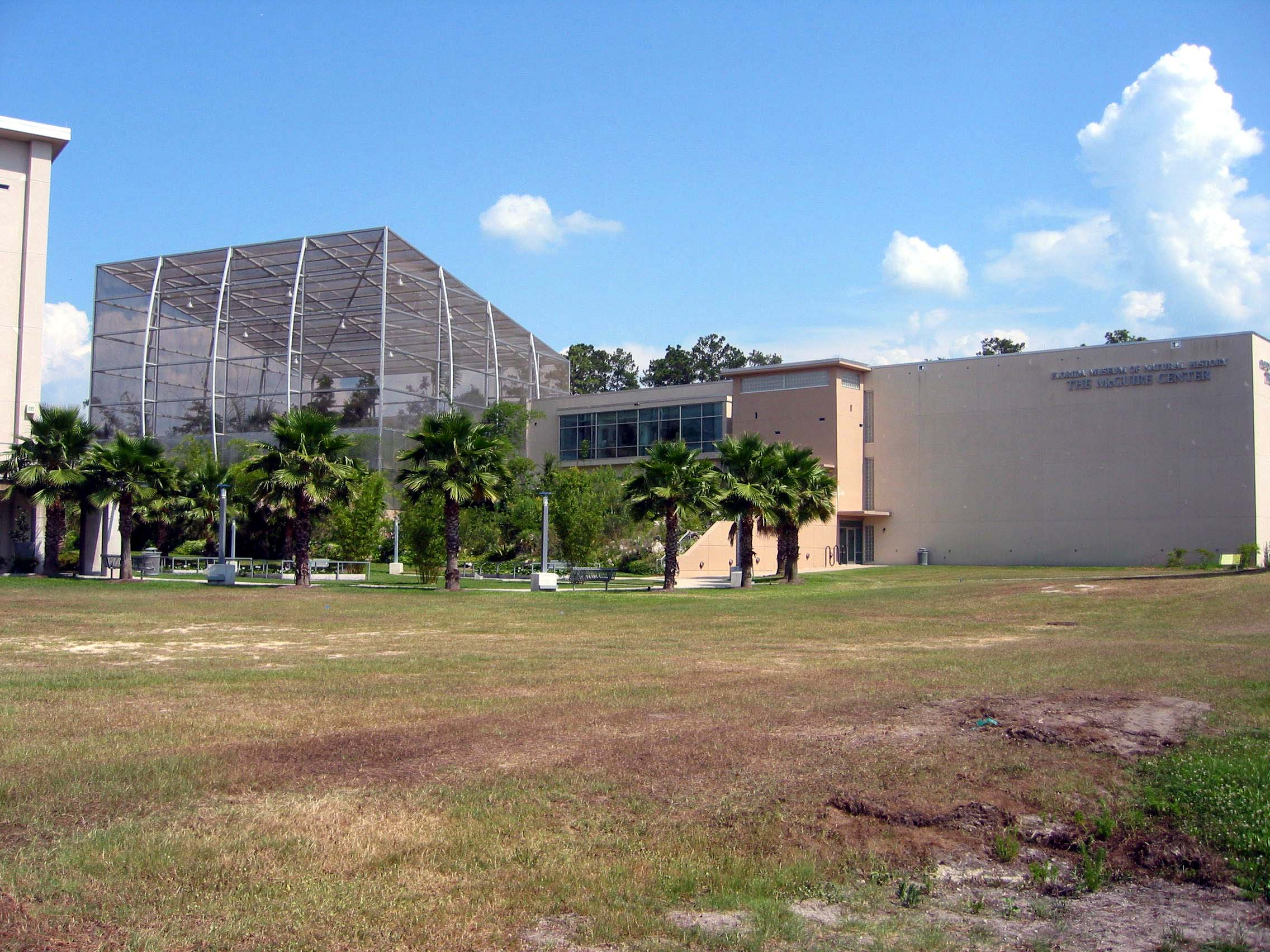
Het McGuire Center for Lepidoptera and Biodiversity

Het McGuire Center for Lepidoptera and Biodiversity is een Amerikaanse onderzoeksinstelling en tentoonstellingsruimte van het Florida Museum of Natural History en is gevestigd op de campus van de Universiteit van Florida in Gainesville, Florida. De instelling houdt zich voornamelijk bezig met onderzoek aan vlinders.
In 2000 deed William W. McGuire een schenking van 4,2 miljoen dollar voor het oprichten van het William W. and Nadine M. McGuire Center for Lepidoptera and Biodiversity. De staat Florida deed daar een bedrag van gelijke hoogte bij. Later volgde een schenking door McGuire van nog eens 3 miljoen dollar. In 2004 werd het 12 miljoen dollar kostende centrum geopend.
Het beschikt over een verzameling van meer dan 10 miljoen geprepareerde vlinders en kan wedijveren met de verzameling van het Natural History Museum in Londen, Engeland. Verder heeft het een regenwoudhal van 600 m² waarin vlinders rondvliegen, een expositieruimte en een onderzoekslaboratorium.